# Sant Pere de Miravé
Sant Pere de Miravé és l'església parroquial del nucli de Miravé, del municipi de Pinell de Solsonès (Solsonès), inclosa a l'Inventari del Patrimoni Arquitectònic de Catalunya.

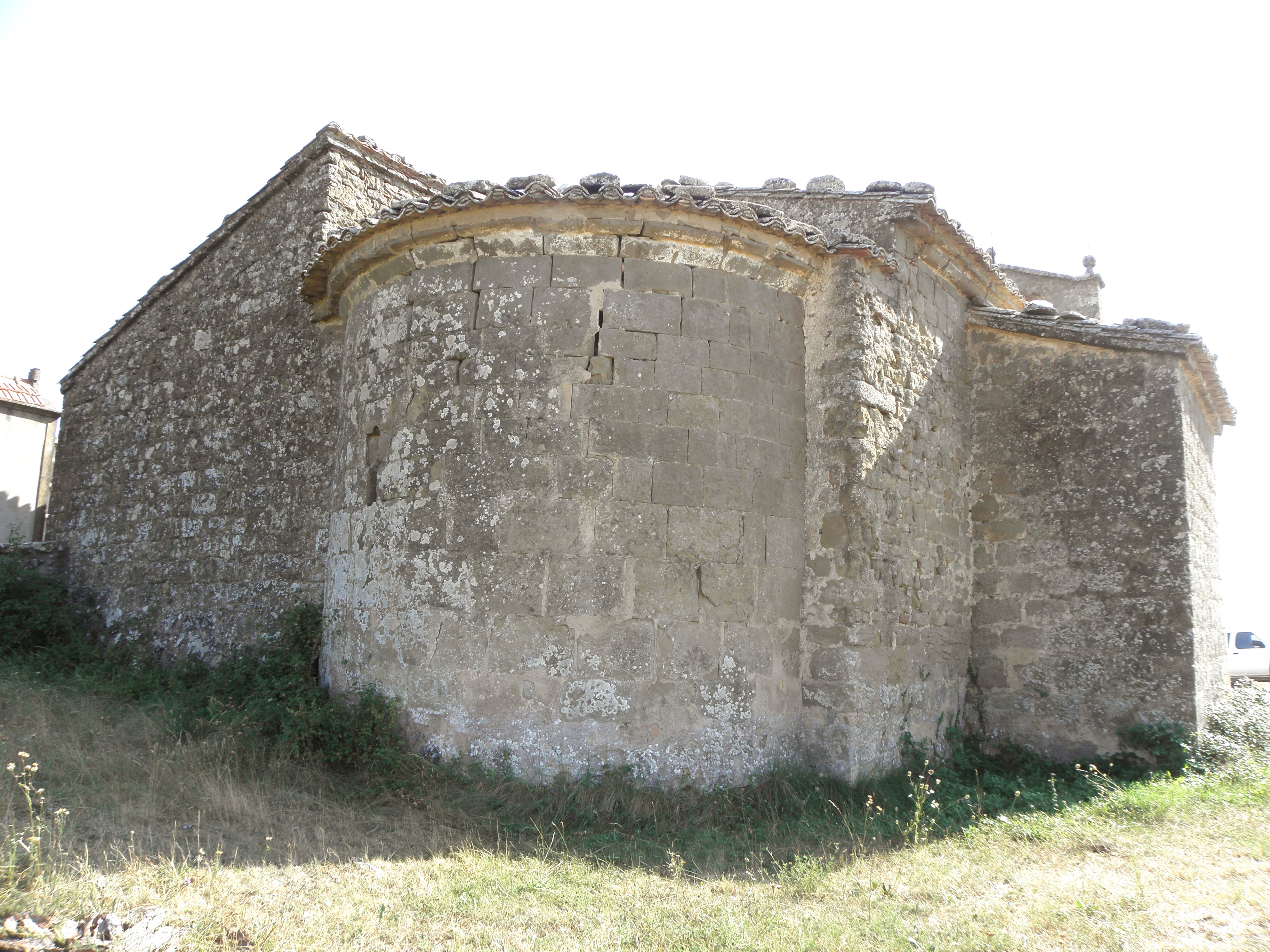
Absis

## Descripció
Església d'una nau i absis rodó. El parament és de grans carreus fent fileres regulars. Només es conserva d'època romànica l'absis i el mur sud-est amb la porta d'arc de mig punt adovellada i una finestra romànica a l'absis. També d'aquesta època es conserva un gran carreu rectangular, en un angle de la sagristia, on hi ha esculpida una figura humana, en posició apaïsada, amb els braços aixecats aguantant una pedra.
L'afegit frontal data aproximadament de l'any 1700. Està coronat per un campanar d'espadanya de dos ulls. El cementiri està adossat a l'església.